# Vintersötesläktet
Vintersötesläktet (Acokanthera) är ett släkte i familjen oleanderväxter med sju arter i Afrika och på Arabiska halvön.
Släktet består av städsegröna buskar eller träd. Bladen är motsatta. Blomställningarna är skaftlösa eller sitter på korta skaft, de består av kvastlika knippen. Blommorna är vanligen doftande. Blommans krona är vit eller rosatonad, de utbredda flikarna overlappar åt vänster. Fruktämnet består av två karpeller, men ibland utvecklas bara den ena till en frukt. Frukterna är cylindriska och spetsiga.

### Webbkällor
- Svensk Kulturväxtdatabas
- Flora of Zimbabwe - Acokanthera
- African Flowering Plants Database